# Dumitru Pîrvulescu
Dumitru Pîrvulescu   (Bucarest, 14 de juny de 1933 - Bucarest, 9 d'abril de 2007) fou un lluitador romanès, especialista en lluita grecoromana, que va competir durant les dècades de 1950 i 1960.
Durant la seva carrera esportiva va prendre part en quatre edicions dels Jocs Olímpics d'Estiu, el 1952, 1956, 1960 i 1964. El 1956, a Roma, fou quart en la prova del pes mosca del programa de lluita grecoromana, mentre el 1960, a Roma, guanyà la medalla d'or en la mateixa categoria, i el 1964, a Tòquio, guanyà la de bronze, novament en la categoria del pes mosca.
En el seu palmarès també destaca una medalla de plata al Campionat del món de lluita de 1961, així com els campionats nacionals de 1951 a 1954 i de 1961 a 1964.
Una vegada retirat passà a exercir d'entrenador en diferents clubs romanesos. El 2000 va rebre l'Ordre Nacional Al Mèrit Esportiu.